# Myrsine monticola
Myrsine monticola Mart. – gatunek roślin z rodziny pierwiosnkowatych (Primulaceae). Występuje endemicznie w Brazylii. Zaobserwowany w stanach Bahia, Paraíba, Pernambuco, Goiás, Mato Grosso, Minas Gerais, Paraná i São Paulo oraz w Dystrykcie Federalnym. 

## Morfologia
PokrójZimozielone drzewo lub krzew. Dorasta do 2–3 m wysokości.
LiścieBlaszka liściowa jest skórzasta i ma odwrotnie jajowaty lub eliptyczny kształt. Mierzy 1–4,5 cm długości oraz 0,6–2,3 cm szerokości, jest całobrzega, ma klinową nasadę i tępy wierzchołek. Ogonek liściowy jest nagi i ma 1–4 mm długości.
KwiatyZebrane w pęczkach wyrastających z kątów pędów. Mają 5 działek kielicha o owalnym kształcie i dorastające do 1 mm długości. Płatków jest 5, są owalnie lancetowate.
OwocePestkowce mierzące 3-5 mm średnicy, o kulistym kształcie.

## Biologia i ekologia
Rośnie w lasach oraz na terenach skalistych. Występuje na wysokości około 1200 m n.p.m.